# Nowa Reforma
Nowa Reforma – dziennik ukazujący się w latach 1882–1928 w Krakowie. Powiązany z obozem demokratycznym.

## Charakterystyka
Jan Czerwiński, krakowski lekarz w 1881 roku zaczął wydawać pismo Reforma, które miało być organem centrowego ugrupowania „konserwatywno-postępowego”. Wydawcą pisma został Adam Asnyk, a w skład redakcji weszli: założyciel Towarzystwa rzemieślniczego „Gwiazda” Tadeusz Romanowicz, Mieczysław Pawlikowski i Bolesław Lutostański. Tymczasem Czerwiński „zawarłszy po cichu ugodę z stronnictwem stańczyków, przeciw któremu do walki wystąpił, przyrzekł im zamknąć założony przez siebie dziennik”. Redaktorzy i Asnyk poczuli się oszukani gdy Czerwiński zamknął pismo, a czytelników przekazał Gazecie Krakowskiej, która od numeru 203–229 ukazywała się pod tytułem Gazeta Krakowska i Reforma.
Pierwszy numer pisma ukazał się 29 listopada 1882 roku, a redakcja nadała mu tytuł Nowa Reforma. Skład redakcji pozostał niezmieniony, a prenumeratorom zapewniono bezpłatną kontynuacje prenumeraty do końca grudnia. Wydawcą pisma został Adam Asnyk, redaktorem odpowiedzialnym Tadeusz Rutowski, a w skład redakcji weszli: Bolesław Lutostański, Tadeusz Romanowicz i Mieczysław Pawlikowski.  
Nowa Reforma wydrukowała w 1883 mowę T. Jendla w której autor dowodził, że Adam Mickiewicz czuł, że rola szlachty jest skończona, a siłą narodu jest lud. Opublikowanie mowy wywołało szeroki oddźwięk w prasie krakowskiej.
Na łamach pisma od 7 lipca do 24 września 1897 publikowane były „Syzyfowe prace” Stefana Żeromskiego.
Od 1912 roku pismo było organem Polskiego Towarzystwa Demokratycznego, a podczas I wojny światowej było związane z Naczelnym Komitetem Narodowym. W 1924 roku pismo kupił Marian Dąbrowski, a w 1927 weszło w skład koncernu IKC.
Pismo wychodziło w nakładzie 8500 egzemplarzy (1907).

## Redaktorzy naczelni
Redaktorami i wydawcami dziennika byli Tadeusz Romanowicz, a po nim Lesław Boroński. Od 1889 do 1894 redaktorem naczelnym był Adam Asnyk, zaś od 1894 do śmierci (23 kwietnia 1928) był Michał Konopiński (równolegle od 1889 redaktor odpowiedzialny wydań). Wydawcą „Nowej Reformy” w latach 1905–1924 był Adam Doboszyński.  W redakcji pisma pracował też Józef Rączkowski.